# رنیم
رنیوم(Rhenium) از عنصرهای شیمیایی جدول تناوبی است. نشانه کوتاه آن Re و عدد اتمی آن ۷۵ است. رنیم فلزی سفید-نقره‌ای و سنگین از گروه فلزات واسطه است. رنیم از نظر ظاهری به منگنز Mnو تکنسیم Tcشباهت دارد و از طریق استخراج و پالایش سنگ‌های معدنی مس و مولیبدن تولید می‌شود. نام این عنصر که در سال ۱۹۲۵ کشف شد از رود راین در اروپای غربی برگرفته شده‌است.
این عنصر از کمیاب‌ترین عناصر روی زمین است و فراوانی آن در پوسته زمین یک در میلیارد برآورده شده‌است؛ تا حدی که حتی در هر تن از غنی‌ترین سنگ معدنهای رنیوم در قزاقستان، کمتر از ۱۰ گرم رنیوم وجود دارد. این عنصر بالاترین نقطه جوش در بین تمامی عناصر و پس از تنگستن و کربن، سومین نقطه ذوب بالا را دارد.
تحمل حرارتی بالای این فلز باعث شده تا از ابرآلیاژهای نیکل و رنیوم در ساخت موتورهای جت استفاده شود. نسل دوم ابرآلیاژهای رنیوم که در موتورهای توربوفن جنگنده‌هایی چون اف-۱۴، اف-۱۵ و اف-۱۶ استفاده شده‌اند دارای ۳ درصد رنیوم و نسل سوم این آلیاژها که در موتورهای اف-۲۲ و اف-۳۵ استفاده شده‌اند حاوی ۶ درصد رنیوم هستند.
حدود ۷۰ درصد رنیوم تولیدی دنیا برای ساخت موتورهای جت استفاده می‌شود. دومین کاربرد مهم این فلز در ساخت کاتالیزورهای پلاتین-رنیوم است که برای ساخت بنزین بدون سرب و اکتان بالا استفاده می‌شوند. تولید سالانه این فلز ۴۰ تا ۵۰ تن است و پرو، شیلی، آمریکا و لهستان مهم‌ترین تولیدکنندگان آن هستند.
رنیوم با توجه به کمیابی از گران‌ترین فلزات است که تنها طلا و فلزات گروه پلاتین از آن گرانتر هستند. قیمت این فلز بین سال‌های ۲۰۰۳ تا ۲۰۰۶ بین هزار تا دو هزار برای هر کیلوگرم بود که در فوریه ۲۰۰۸ تا بیش از ۱۰ هزار دلار افزایش پیدا کرد. در ماه اوت سال ۲۰۱۱ میانگین قیمت این فلز ۴۵۷۵ دلار برای هر کیلوگرم (۱۴۲ دلار برای هر اونس تروا) بوده‌است. کاربرد این فلز در ساخت جت‌های نظامی و موتورهای موشک‌ها باعث شده تا اهمیت استراتژیکی نیز داشته باشد.

## تاریخچه

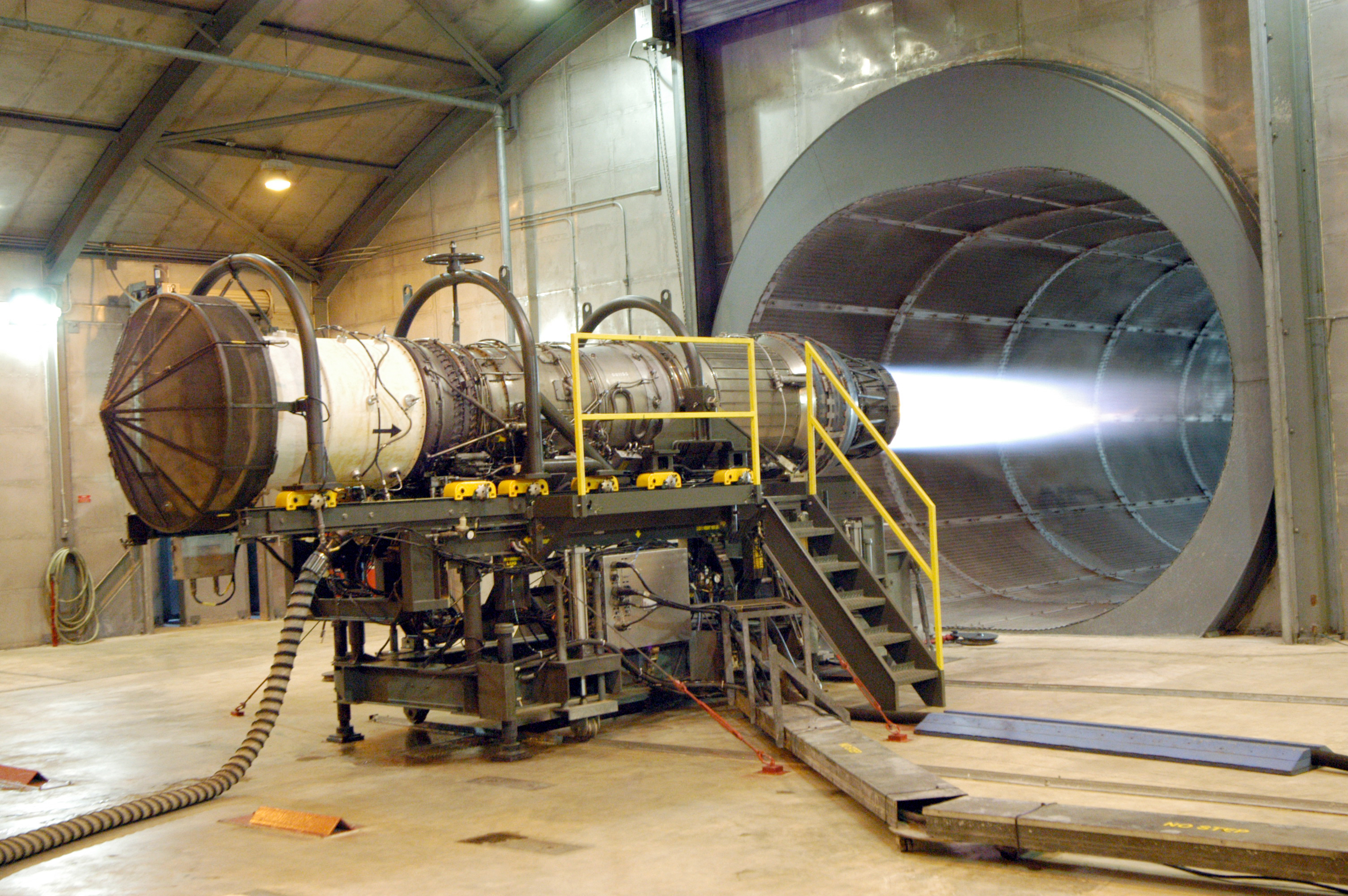
موتور اف-۱۰۰ پرت اند ویتنی (موتور اف-۱۵ و اف-۱۶) با آلیاژ رنیوم ۳٪

در سال ۱۸۷۱، دمیتری ایوانویچ مندلیف، وجود دو عنصر شبیه به منگنز در جدول تناوبی را که امروزه تکنسیم و رنیوم می‌نامیم پیش‌بینی کرد. در سال ۱۹۲۲، آیدا و والتر نوداک، یک سری آزمایش‌ها بر روی سنگ معدن پلاتین را آغاز کردند که البته به علت هزینه زیادش مجبور به تغییر سنگ معدن خود شدند. سرانجام، نوداک‌ها، با آزمایش سنگ معدن‌های مختلف با کمک دستگاه اسپکتروسکوپ (که با اشعه X و فرکانسهای حاصله اش عناصر شناسایی می‌شوند) ادعا کردند که این دو عنصر شبیه به منگنز را یافته‌اند و نامشان را ماسوریوم و رنیوم کذاشتند که البته مدتی بعد در مناظراتی با یک دانشمند آلمانی نتوانستند دلایل قانع کننده‌ای در مورد ماسوریوم ارائه دهند (عنصری که امروزه، تکنسیوم می‌نامیم)؛ ولی دلایل آن‌ها در مورد رنیوم قانع‌کننده بود و بدین ترتیب عنصر شماره ۷۵ جدول تناوبی معلوم شد. قابل ذکر است که رنیوم آخرین عنصر موجود در طبیعت بود که کشف شد.
خواص فیزیکی عنصر رنیوم:
- عدد اتمی: ۷۵
- جرم اتمی: ۱۸۶٫۲۰۷
- نقطه ذوب: C° ۳۱۸۶
- نقطه جوش :C° ۵۵۹۶
- شعاع اتمی: Å ۱٫۹۷
- ظرفیت: ۶
- رنگ: سفید خاکستری نقره ای
- حالت استاندارد: جامد
- نام گروه: ۷